# Нидеркорн
Нидеркорн (фр. Niedercorn, нем. Niederkorn, люкс. Nidderkuer) — город, расположенный в коммуне Дифферданж в юго-западной части Люксембурга.

## История
Во время наполеоновских войн, крепость Люксембург подверглась осаде. На стороне осажденных выступили жители деревни Нидеркорн. 17 апреля 1795 года французский корпус, численностью 6000 человек захватил в плен около 80 вооруженных жителей деревни.
Всех их ждала ужасная участь: их заставили вырыть себе братскую могилу, а затем расстреляли в затылок. После свержения Наполеона, на месте казни был воздвигнут так называемый «Французский крест» («Franzousekraiz») в память о многочисленных жителях Нидеркорна, погибших от рук французских солдат.
В годы Второй мировой войны в районе Нидеркорна, в бункере Hondsbësch, скрывались 122 парня-люксембуржца, не пожелавших нести службу в вермахте, а также ряд лиц, объявленных нацистами политическими преступниками.

## География
Название города произошло от немецкоязычного наименования реки Шьер (нем. Korn), протекающей по его территории. Связан автобусным сообщением с населёнными пунктами коммун Дифферданж, Эш-сюр-Альзетт и городом Бельво, а также железной дорогой со столицей государства Люксембургом. В ряде населённых пунктов осуществляются остановки поездов.

## Здравоохранение
На территории Нидеркорна расположена больница имени принцессы Марии Астрид Люксембургской (люкс. Hôpital Princesse Marie-Astrid), возведённая в январе 2003 года — июне 2007 годов.

## Образование
В городе проживают студенты, обучающиеся в Европейском центре Долибуа Университета Майами, расположенном в 10 минутах езды на автобусе.

## Спорт
В Нидеркорне базируется футбольный клуб Прогресс Нидеркорн, являющийся командой-участницей чемпионата Люксембурга по футболу. Также в городе находится стадион Жос Хопер вместительностью 2800 человек, содержащий 800 посадочных мест.